# Liste der Bischöfe von Repton
Die Liste der Bischöfe von Repton stellt die bischöflichen Titelträger der Church of England, der Diözese von Derby, in der Province of Canterbury dar. Der Titel wurde nach der Gemeinde Repton, Derbyshire benannt.
| Liste der Bischöfe von Repton | Liste der Bischöfe von Repton | Liste der Bischöfe von Repton | Liste der Bischöfe von Repton |
| ----------------------------- | ----------------------------- | ----------------------------- | ----------------------------- |
| Von                           | Bis                           | Name                          | Anmerkungen                   |
| 1965                          | 1977                          | Warren Hunt                   |                               |
| 1977                          | 1985                          | Stephen Verney                |                               |
| 1985                          | 1999                          | Henry Richmond                |                               |
| 1999                          | 2007                          | David Hawtin                  |                               |
| 2007                          | 2015                          | Humphrey Southern             |                               |
| 2016                          | 2020                          | Jan McFarlane                 |                               |
| 2021                          | Gegenwart                     | Malcolm Macnaughton           |                               |